# Euripus ankaeus
Euripus ankaeus är en fjärilsart som beskrevs av Semper 1887. Euripus ankaeus ingår i släktet Euripus och familjen praktfjärilar. Inga underarter finns listade i Catalogue of Life.